# Arnold Thackray

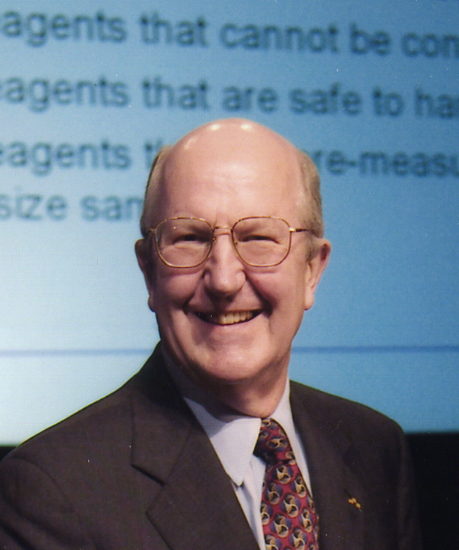
Arnold Thackray, 2003

Arnold Wilfrid Thackray (* 30. Juli 1939 in England) ist ein britischer Chemiehistoriker.
Thackray besuchte die Manchester Grammar School und studierte Chemie an der University of Bristol mit dem Bachelor-Abschluss 1960. Danach arbeitete er eine Weile in der Industrie, bevor er sich 1962 der Wissenschaftsgeschichte zuwandte, die er zunächst in Teilzeit an der Universität Leeds studierte und ab 1963 an der Universität Cambridge, an der er 1966 bei Mary Hesse promoviert wurde und Fellow des Churchill College wurde. 1967 ging er in die USA. Er war Joseph Priestley Professor an der University of Pennsylvania und gründete dort die Abteilung Wissenschaftsgeschichte und -soziologie. 1982 gründete er das Center for the History of Chemistry, aus der 1992 die Chemical Heritage Foundation wurde, deren langjähriger Präsident er war und deren Kanzler er ist.
1983 erhielt er den Dexter Award. Er ist Fellow der Royal Society of Chemistry, der Royal Historical Society, der American Association for the Advancement of Science und der American Academy of Arts and Sciences (seit 1991). Er war Gastwissenschaftler an der Hebräischen Universität in Jerusalem, am Institute for Advanced Study (1980), in Cambridge  (All Souls College 1977/78), am Center for Advanced Study in the Behavioral Sciences in Stanford, an der London School of Economics (1971/72 als Guggenheim Fellow), in Harvard und Oxford.
1978 bis 1985 war Thackray Herausgeber von Isis und 1985 bis 1994 von Osiris. 1982 bis 1983 war er Präsident der Society for Social Studies of Science.
Er ist seit 1981 US-Staatsbürger.

## Schriften
- Atoms and Powers; An Essay on Newtonian Matter-Theory and the Development of Chemistry, Harvard UP 1970
- John Dalton: Critical Assessments of His Life and Science, Harvard UP 1972
- mit Everett Mendelsohn: Science and Values: Patterns of Tradition and Change, Humanities Press 1974
- mit Jack Morrell: Gentlemen of Science: Early Years of the British Association for the Advancement of Science, 2 Bände, Oxford UP, 1981, 1985
- mit J. L. Sturchio, P. T. Carroll, R. F. Bud: Chemistry in America, 1876–1976: Historical Indicators, Reidel 1985
- Herausgeber mit Elkana, Yehuda, Joshua Lederberg, Robert K. Merton, Harriet Zuckerman: Toward a Metric of Science: The Advent of Science Indicators, Wiley 1978
- Herausgeber: Contemporary Classics in Engineering and Applied Sciences, ISI Press 1986
- Herausgeber: Contemporary Classics in Physical, Chemical, and Earth Sciences, ISI Press 1986
- Herausgeber: Private Science: Biotechnology and the Rise of the Molecular Sciences, The Chemical Sciences in Society Series, University of Pennsylvania Press 1998
- mit Minor Myers, James D. Watson: Arnold O. Beckman: 100 Years of Excellence, Chemical Heritage Foundation Series in Innovation and Entrepreneurship, Chemical Heritage Foundation 2000